# Erwin Keller
Erwin Keller (Berlin, 8. travnja 1905. – 1971.) je bivši njemački hokejaš na travi. Igrao je na mjestu napadača. 
Osvojio je srebrno odličje na hokejaškom turniru na Olimpijskim igrama 1936. u Berlinu igrajući za Njemačku. Odigrao je tri susreta.
Te godine je igrao za Berliner Hockey-Club.
Otac je hokejaša na travi Karstena Kellera, koji je sudjelovao na trima Olimpijskim igrama, a na OI 1972. osvojio zlato.
Troje Erwinovih unuka je također igralo hokej na travi na međunarodnoj razini. Svi su bili igrali u napadu. Andreas Keller je osvojio zlato na OI 1992. u Barceloni, a na dvjema OI prije je osvojio srebro: 1984. u Los Angelesu i 1988. u Seulu. Natascha Keller je sudjelovala na trima Olimpijskim igrama, a zlato je osvojila na OI 2004. Florian Keller je osvojio na OI 2008. u Pekingu.
Erwin je tako prvi predstavnik najuspješnije hokejaške obitelji na Olimpijskim igrama.

## Vanjske poveznice
- Profil na Sports-Reference.com  Arhivirana inačica izvorne stranice od 19. svibnja 2011. (Wayback Machine)
- (njem.) Biographische Angaben zu Keller auf luise-berlin.de